# Anivision
Anivision Korea, Inc. ((주)애니비젼 코리아) fue un estudio de animación coreano.
Fue fundado en marzo de 1991, y en abril de 2000 se fusionó con Sunwoo Diversión.

## Filmografía
- Los Simpson (1991–99; 59 episodios)
- Rugrats (1992–2002; 73 episodios)
- Aaahh!!! Real Monsters (1994–97; 50 episodios)
- Duckman (1994–97; 37 episodios)
- Hey Arnold! (1994; el episodio piloto único)
- Edith Ann: Homeless Go Home (1994)
- Santo Bugito (1995; 9 episodios)
- Space Goofs (1997; 15 episodios)
- Stressed Eric  (1998; 6 episodios, no acreditado)
- King of the Hill (1998, 2001; 3 episodios)
- Los Thornberrys (1998–2004; 79 episodios)
- Recess (1999; 1 episodio)
- Rocket Power (1999–2004; 32 episodios)
- As Told by Ginger (2000–06; 49 episodios)
- What a Cartoon! (algunos cortos)